# Carlos Casale
Carlos Gerardo Casale (Mendoza, 1919-desconocido) fue un abogado y empresario minero argentino. Se desempeñó como ministro de Industria y Minería de la Nación Argentina entre 1971 y 1972, en el gobierno de facto de Alejandro Agustín Lanusse.

## Biografía
Miembro de una familia industrial de Mendoza, su hermano Florencio fue Secretario de Minería en 1973.
Desempeñó su actividad en las provincias de Mendoza y La Rioja, donde tuvo a su cargo yacimientos minerales de amianto y cobre. Presidió el directorio de San Roque S.A., empresa productora de mosaicos venecianos, además de fundar la primera cámara de minería fuera de Buenos Aires. También fundó una fábrica de viviendas modulares y fue titular de la Unión Industrial de Mendoza en varios periodos.
En octubre de 1971, el presidente de facto Alejandro Agustín Lanusse lo designó ministro de Industria y Minería de la Nación, tras la división del Ministerio de Industria, Comercio y Minería (encabezado por Oscar Chescotta) en un Ministerio de Industria y Minería, y un Ministerio de Comercio.
En noviembre de 1971, anunció un proyecto para una nueva ley de promoción minera, que beneficiaría a las empresas mineras de capitales nacionales. Junto con su par de Comercio Alfredo José Girelli, en 1972 fueron firmantes del decreto que estableció la Comisión Nacional de Metrología y luego el Sistema Métrico Legal Argentino (SIMELA) por la ley 19551.
Permaneció en el cargo hasta marzo de 1972, cuando el gabinete fue reestructurado tras un gran paro de la CGT, siendo reemplazado por Ernesto Parellada.